# Cochleáris implantátum

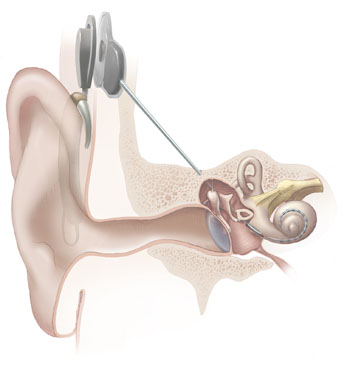
A cochleáris implantáció

A cochleáris implantáció (CI) egy olyan műtéti eljárás, amellyel a súlyos nagyothallók és siketek hallásjavítását szolgálja. Eredményessége vitatott; az orvosok a sikeres, a siketek a sikertelen eseteket látják jellemzőnek. [forrás?] A cochleáris implantátum a belső fülbe ültetett elektróda és az ehhez kapcsolódó, szintén beültetett jelfogó/dekóder egység; a mindennapi szóhasználatban azonban ide értjük a CI-hez tartozó külső egységeket is.

## Működési elv
Az ép hallású embernél a hanghullámokat a belső fül egyik szerve, a csigában (görög: cochlea) található szőrsejtek alakítják elektromos impulzusokká. Ezeket az impulzusokat a hallóidegek veszik fel, majd továbbítják az agy felé.
A siketek és súlyos nagyothallók nagy részénél az okozza a problémát, hogy a szőrsejtek nem működnek. Ezekben az esetekben segíthet a CI azzal, hogy átveszi a szőrsejtek funkcióját, és elektromos impulzusokat továbbít a hallóidegek felé.
A CI működése a következő lépésekből áll:
- A hanghullámokat egy mikrofon érzékeli, majd továbbítja a beszédprocesszor felé.
- A beszédprocesszor egy kódolási stratégia segítségével átalakítja a mikrofontól kapott jeleket.
- A processzortól egy adótekercs veszi át a jeleket. Az adótekercset egy kis mágnes rögzíti a fejbőrön, pontosan a vevőtekercs felett.
- A koponyacsontra implantált vevőtekercs veszi át az adótekercs jeleit. Egy dekóder dekódolja, majd az elektróda felé továbbítja a jeleket.
- Az elektróda a csigába van beültetve. Több szálból áll, ezek különböző hosszúságúak. A rövidek a csiga elején végződnek és a magas frekvenciát érzékelő idegeket ingerlik, míg a hosszabbak a csiga belsejéig mennek és az alacsony frekvenciákért (mélyebb hangokért) felelősek.

Az elektróda által keltett elektromos impulzusokat az idegsejtek érzékelik és az agyba továbbítják, hallásérzetet keltve.

## Hallás CI-vel
A CI-vel elérhető hallás jelentősen különbözik a normális hallástól. 
- A hallásküszöb egyénenként jelentősen különbözhet. Optimális esetben elérheti a 25-35 dB-es szintet, ami a hangos beszéd megértéséhez elegendő.
- A CI meglehetősen torzít. Objektív módon nem mondható meg, hogy pontosan hogyan hall egy CI-s, de a korábban halló operált CI-sek "robotszerű", "csipogó", "fémes" szavakkal jellemzik a CI hangvilágát.
- Egyoldali implantálás esetén nem lehet vele a hangok irányát megállapítani.

Összességében kijelenthető, hogy a CI segítségével a páciens képes hangosan kommunikálni. Korán implantált gyerekeknél általában a normál hallókra jellemző beszédkészség alakul ki.

## Alkalmazása

### Az alkalmazás feltételei
Országonként sok helyen létezik kritériumrendszer. Általában a következő: 80 dB hallásveszteségnél rosszabb eredmény (ennek oka az, hogy a hallókészülékek a magas frekvenciákon az ennél nagyobb veszteséget már nem tudják korrigálni), valamint az ún. szabadhangteres beszédvizsgálat eredménye rosszabb mint 50%-60%.
Nem minden siket profitálhat a CI nyújtotta előnyökből. Alkalmazásának vannak orvosi, pedagógiai és anyagi feltételei.
Orvosi szempontból azt a legfontosabb kiemelni, hogy a siket/nagyothalló hallóidegeinek épnek, funkcióképesnek kell lenniük. Fontos emellett még a csiga térbeli elhelyezkedése, formáltsága; valamint hogy az elektródát a csigába lehessen vezetni. (A szerzett siketség egyik leggyakoribb oka, az agyhártyagyulladás a csiga elcsontosodásával járhat.) Döntő fontosságú az is, hogy mennyi idő telt el a megsiketülés óta. Gyerekek esetében a legújabb tanulmányok szerint a másfél–kétéves kor előtti implantálás nyújtja a legjobb eredményeket.
Lehetnek apróbb kontraindikációk fülészeti szempontból illetve aneszteziológiai szempontból is.
A CI beültetése nem jelenti azt, hogy a páciens egyből jól hall. A CI viselőjének el kell sajátítania a CI-vel való hallás képességét, mivel az jelentősen különbözik a normál hallástól. Ehhez audiológus/szakpedagógus segítségére is szükség van, de még fontosabb az érintett motiváltsága.
A CI, az operáció és a (re)habilitáció jelentős anyagi terhet jelent. Országonként eltérő a finanszírozási gyakorlat, hazánkban orvosi indikáció esetén a társadalombiztosítás állja a költségeket.

### A beültetés
A CI beültetése minden esetben teljes narkózisban zajlik. A CI vevőtekercsét a fül mögött, a koponyacsontra vájt mélyedésben helyezik el, míg az elektródát a középfülön keresztül a csigába vezetik. Az ily módon elhelyezett implantátumot rögzítik. A CI külső részeinek felhelyezése legkorábban egy hónappal az operáció után lehetséges, korábbi felhelyezés esetén a külső tekercs mágnese elmozdíthatja a még nem kellően rögzült vevőtekercset.

### A (re)habilitáció
A páciens a beszédprocesszor bekapcsolásakor egyből hall. Ezek a hangimpulzusok azonban nagyon távol állnak a normális hallástól, mivel a CI nem képes olyan differenciált hangérzetet produkálni, mint a szőrsejtek. A hangimpulzusok idegi feldolgozása azonban olyan rugalmas, hogy a páciens – megfelelő tréning mellett – hamarosan hozzászokik a  CI-hez.
A szoktatás első pár hónapja során a beszédprocesszor beállításain fokozatosan állítanak az audiológus szakemberek. Erre azért van szükség, mert a hallóidegek "hozzászoknak" a CI elektródája által keltett jelekhez, és ezért változtatni kell a jelszinteket. Ezzel párhuzamosan zajlik a beszédtréning, melynek célja, hogy a CI viselője a hangos beszédet megértse, azzal kommunikálni tudjon. A tréning alapvetően különbözően zajlik prelingvális és posztlingvális pácienseknél.
A prelingvális siketek hallásukat a beszéd elsajátítása előtt vesztették el, vagy siketen születtek. Esetükben csak akkor hozhat eredményt a CI, ha az operációra igen hamar, kisgyermekkorban kerül sor. Az optimális időpont vita tárgya, de általánosan elfogadott álláspont, hogy a 7-ik életév előtt kell megtörténnie. A műtéti technika fejlődésével és az implantátum méretének csökkenésével az operáció egyre korábbra tolódik, jelenleg már 6 hónapos csecsemőket is sikerrel műtenek. Amennyiben az operáció ilyen fiatal korban zajlik, a beszédterapeuta legfontosabb feladata a beszéd normális fejlődésének elősegítése. A kisgyermekek a CI segítségével jól megtanulhatnak beszélni, beszédértésük pedig a mindennapos kommunikáció megértéséhez szükséges szintre fejlődhet.
A posztlingvális siketek a beszéd elsajátítása után vesztették el hallásukat. Esetükben döntő fontosságú, hogy mennyi idő telt el a hallás elvesztése és az operáció között. Bár akár több tíz év után is segíthet a CI, de igazán jó eredményt itt is csak a gyors operáció ígér. Ezeknél a pácienseknél a rehabilitáció legfontosabb feladata, hogy a CI viselője hozzászokjon a CI hangvilágához.

### Képességek
Az implantátum nem gyógyítja a siketséget, hanem helyettesíti a természetes hallást. A recipiensek véleménye megoszlik az eredményességről. Vannak, akik nagyon hatékonynak, vannak, akik kevésbé hatékonynak tartják, de olyanok is vannak, akik szerint rosszabb vele, mint nélküle.
Másrészt viszont már az egyoldali beültetés is sok pénzt megspórol az államnak, amit a gyerekek fejlesztésére költene.
A posztlingvális siketek a beszédértésen nyernek a legtöbbet, különösen, ha csak kevéssel a beültetés előtt vesztették el hallásukat.
A szerzetten siketvakok életminőségük ugrásszerű javulását észlelik a készülék bekapcsolása után. Mivel ezáltal nagy mértékben megnő a hallás útján nyert információ, amit számos élethelyzetben felhasználnak, így kommunikációra, tájékozódásra. Támogatja egyensúlyérzéküket, mozgásuk biztonságosabbá válik, emiatt mozgékonyabbak lesznek, függetlenebbé válnak, amitől kinyílnak, és kilépnek eddigi elszigeteltségükből.
Még az otoszklerózis sem jelent akadályt.
Az előzőleg posztlingvális siket felhasználók arról számoltak be, hogy az implantátummal hallott hangok különböznek a normális hangoktól. Az implantátumot használók „géphang”, „technikai hang” vagy „szintetikus hang” szavakkal írják le az általuk tapasztaltakat. Az angol Jack Ashley parlamenti képviselő 70 évesen, 25 év siketség után 1994-ben kapott implantátumot, és hasonló élményekről számolt be. A beszédet kezdetben olyannak hallotta, mintha egy gégegyulladásos krákogó dalek beszélne. Egy nő ahhoz hasonlította, mintha egy zajos rádióban rajzfilmfigurák beszélnének. Egy év múlva minden normálisan hallatszott a nő számára. Ennek ellenére a képviselő még a telefonban is tudta azonosítani a megszokott hangokat. Nehézségei csak az új hangokkal vagy zajos környezetben voltak; ekkor újra szájról kellett olvasnia. Még a modern implantátumok is mindössze 22 elektródát tartalmaznak, amivel 16000 szőrsejtet helyettesítenek. Ennek ellenére a legtöbb alany képes csendes körülmények között követni a beszédet, és csak zajos körülmények esetén kell szájról olvasniuk, mert anélkül rossz marad a beszédértésük.
A siketen felnőttek a készüléket kevéssé hatékonynak és irritálónak találják. Ez a siketséghez való alkalmazkodás miatt van, ami egy bizonyos idő elteltével visszafordíthatatlan. Akik kisgyermekként még hallottak, és utána fokozatosan siketültek meg, azoknál jobb eredmény érhető el az implantátummal, mint a születetten siket felnőtteknél. A beszédészlelés szempontjából kritikus az első néhány év, mert ekkor alakulnak ki azok az idegrendszeri mintázatok, amelyek a beszéd észlelését végzik. Az implantátum ezen nem tud segíteni. Kedvező azonban, ha a gyermek nevelése során használtak hallókészüléket, és hallásfejlesztést is végeztek. Az eredmény javítható szintetikus és analitikus tréninggel és más gyakorlatokkal, mint például ugyanannak a könyvnek az olvasása és közben hangoskönyvként való hallgatása.
Azoknál a siket gyerekeknél, akiknek nincs működő hallóidegük, szintén segíthet az implantátum, de a felnőtteknél már nem biztos, hogy jó választás. Ez a siket felnőttek kevesebb, mint 1%-át jelenti, ők inkább agytörzsi hallóimplantátummal hallhatnak. Többnyire a cochleáris implantátumot fél oldalra ültetik be, hogy megőrizzék a másik fül természetes hallását más eszközök, vagy jövőbeli eszközök számára, de egy 2005-ös cikk szerint szerint a gyermekek és a felnőttek számára is előny lehet a kétoldali beültetés a hangforrás helyének azonosításában és a beszédértésben. Egy 2011-es cikk szerint a kétoldalt implantált gyerekek hallása és beszédkészsége jobban megközelítette az azonos korú ép hallású gyerekek hallását és beszédkészségét.

### Fejlesztések
2008-ban a Melboune-i La Trobe Egyetem nevében Graeme Clark bejelentette, hogy megkezdik egy új, hi-fi implantátum fejlesztését, aminek 50 elektródja lesz. Remélte, hogy az elektródák számának növelése hozzájárul a zene élvezetéhez és a zajos helyeken is támogatja a beszédértést.
A Northwestern Egyetem kutatói infravörös fénnyel közvetlenül stimuláltak neuronokat siket tengerimalacok belső fülében. Eközben elektromos aktivitást észleltek az inferior colliculusban, ami a középagynak az a területe, ami összeköti a belső fület a hallókéreggel. A lézeres stimuláció pontosabb jeleket idézett elő, mint az elektromos ingerlés. A lézeres stimuláció egy ígéretes kezdeményezés, de további kutatásokra van szükség a száloptika használatával kapcsolatban.
Mivel a beültetés elveszi a maradék természetes hallást, ezért általában csak olyan fülbe ültetik be, aminek nincs hallásmaradványa. Ezen segítenek az Electric Acoustic Stimulation (EAS) készülékei, amelyek kombinálják a hallókészüléket és a cochleáris implantátumot. Ezek a hibrid készülékek alkalmasak a nagyothallók számára is. A hallásmaradvány tartományában a hallókészülék működik, míg a már nem hallható hangmagasságokat a cochleáris implantátum dolgozza fel. Ez a kombináció a beszédértést is javítja zajos körülmények között.
Emellett teljesen belső implantátumot is fejlesztenek. 2011-ben négyen viseltek ilyen kísérleti készülékeket.

### Komplikációk
Mint minden orvosi beavatkozás, a CI beültetése is rejt magában kockázatot. A legfontosabbak:
- Tinnitus: ami egy csengő vagy zümmögő hang a fülben.
- Allergia az alkalmazott anyagok valamelyikére.
- Agyhártyagyulladás[16][17][18]
- Sejtpusztulás az implantátum közelében.[19][20] Ezen magas nyomású oxigén segíthet.[21]
- Szédülés, kábultság és narkózis
- Fülzsibbadás
- Arcbénulás: az arc mozgató izmokat irányító ideg keresztülmegy a középfülön. A sebészeti beavatkozás alatt ez megsérülhet. A sérülés okozhat átmeneti vagy tartós gyengülést, vagy teljes bénulást az arcnak azon az oldalán, ahová az implantátumot beültették.[22] Ma már a legtöbb helyen (Magyarországon mindenhol) arcideg monitor gondoskodik a műtét alatti hiba elkerüléséért.
- Fertőzés a bőrön.
- Vér vagy folyadékgyülem a műtét helyén.
- Ízlelési zavarok: az ízek érzékeléséért felelős ideg is a középfülön megy keresztül, ha ez megsérül, a páciens elveszítheti az ízérzékelését.

A komplikációkat a páciensek körültekintő megválasztásával próbálják megelőzni. A kiválasztásra szigorúan előírt protokollt használnak. Vannak, akiknél a csigába ültetés a belső fül rendellenességei miatt nem javallott, mivel nincs ideg, amin a mesterségesen előállított jelek utazhatnak. Az 1980-as években végzett kutatások azonban náluk is lehetővé tették az eredményes beültetést. A legnagyobb mintát Blake Papsin et al. 2005-ben kiadott cikke vizsgálta, és kimutatta, hogy a cochleovestibuláris anomáliákat hordozók ugyanolyan eredményesen implantálhatók, mint mások.  Michael Pakdaman et al. 2012-ben visszatekintést készített, és azt találták, hogy a súlyosabb belsőfül-diszplázia bonyolultabb beültetési eljárást igényelt, és az eredmény is gyengébb volt, mint egyébként.

### Nehézségek
- Nem biztos, hogy az implantátum beültetése sikeres.  Ekkor újra lehet próbálkozni, de mivel nem mindig tudják meghatározni a siketség okát, ezért lehet, hogy az új készülék sem fog segíteni.
- Lehet, hogy nem képes segíteni a fejlődést Ha ez nem fog működni, akkor az implantátumot ki kell cserélni.
- Nem lehet tudni, hogy később milyen orvosi vizsgálatokra és kezelésekre lesz szükség:  ki kell venni a cochleáris implantátumot, ha sor kerül a következők valamelyikére:  
  - Neurostimuláció
  - Elektromos műtét
  - Elektrosokk terápia
  - Ionos sugárkezelés
  - MRI, illetve CT. A modern készülékek már kibírják a CT-t is, és a legtöbb MRI vizsgálatot is.
- Függés az elemek élettartamától Lehet, hogy naponta ki kell cserélni az elemeket.
- Károsíthatja az implantátum az egyensúlyérzéket: nagyobb a sport- és autóbalesetek, csúszások és elesések kockázata. Más hatások mellett a fül károsodásokat szenvedhet az implantátumtól.
- Nagyon drága, de Magyarországon a NEAK mindkét oldali implantációt és az eszközöket is fedezi.[25]
- Életmódbeli változásokra lehet szükség:
  - Érinti a mobiltelefon használatát vagy más rádióadókat. Ma már a hangprocesszorok közül néhány beépített Bluetooth protokollal rendelkezik. Vezeték nélkül lehet telefonálni és Bluetooth egységekhez, hangszóróhoz, televízióhoz kapcsolódni.
  - Kiszámíthatatlan módon működik más elektronikus rendszerek, pl. számítógép mellett
  - Ki kell kapcsolniuk a repülőgépre való felszálláskor és leszálláskor. Ezt mára sikerült megoldani.
  - Fémdetektorok, vagy biztonsági rendszerek közelében. Az újabb készülékeket már nem kell lekapcsolni.
- Légy óvatos a statikus elektromossággal. A statikus elektromosság ideiglenesen vagy tartósan károsíthatja a cochleáris implantátumot.
- Torzítja a hallást: a lágy hangok és a hangos hangok érzékelését nem javítja, csak a többi hang érzékenységén változtat.
- Irritáció: a mágnes egység túl erős mágnes esetén irritálhatja a bőrt. Több erősségű fokozat van a mágnesek között. Irritáció esetén gyengébb mágnest kell alkalmazni.
- Tilos vízbe menni, úszni a készülék külső részével együtt, mert ettől elromlik, és a javítása nagyon drága lehet. Így az nem viselhető, ha fürdésre, zuhanyzásra, úszásra kerül sor. A külső részt el kell távolítani előtte, így az implantátum nem működik. A legújabb fajta készülékek viselőinél erre már nincs szükség.

Az újabb fejlesztések és műtéti technikák igyekeznek kiküszöbölni ezeket a hátrányokat. Az újabb módszerekkel és hajlékony elektródákkal a természetes hallás is megőrizhető. Továbbá a fertőzés veszélyének csökkentése, a műtét lerövidítése és a komplikációk megelőzése is cél a minél jobb hallás előállítása érdekében.

## Etikai és szociológiai vonatkozások
Végezetül szót kell ejtenünk a CI etikai és szociológiai vonatkozásairól.

### Ellenvélemények
Egyes vélemények, különösen a siketek szövetsége szerint a siketség nem hiba, amelyet ki kellene javítani, hanem egyszerűen egy más életforma, amely éppoly értékes, mint a hallóké. Az ellenzők sokszor hangoztatják, hogy a CI nem ad normális hallást, és fogyatékosként jelöli meg, ezért az érintett frusztrációnak lesz kitéve, ahelyett, hogy egészséges önbizalmú siket válna belőle. Mi több, úgy látják, hogy a CI a hallók támadása a siketkultúra ellen. Ez egy régi probléma, ami a siketség, mint hiány definiálására, gyógyítandó fogyatékosságként való meghatározására vezethető vissza.
A jelnyelv pártolói szerint az implantált gyerekek többnyire nem tanulnak meg jelelni, ami miatt sem a siketek, sem a hallók társadalmában nem érzik igazán otthon magukat. De ha meg is tanulják a jelnyelvet, akkor sem fogadják be őket a siketek, még annyira sem, mint az ép hallásúakat vagy a nagyothallókat. Felvetődik az a kérdés is, hogy etikus-e a gyerekek korai, véleményük kikérése nélküli implantálása,  az egyik kultúrából a másikba történő kényszerítése. Ezt egyes siket aktivisták kulturális népirtásnak tekintik.

### A CI-t pártoló vélemények
A CI pártolói szerint a hallás az egészséges ember egyik fontos képessége, ezért annak hiánya lehetőség szerint orvosolandó. Bár a CI valóban nem ad normális hallást, az általa biztosított hallásélmény számos tanulmány és az érintettek véleménye szerint is elegendő a mindennapos kommunikációhoz. Jelentősen javítja a beszédértést zajos környezetben is. Az implantáltak jelentős része nem érzi szükségét a jelnyelvnek, hiszen jól boldogul a hangos beszéddel is. Különben, ha meg is tanulják a jelnyelvet, a siketek nehezen fogadják el, mert úgy érzik, hogy ezzel támogatnák az implantációt, ami azonban lerombolja a kultúrájukat. A korán, véleményük megkérdezése nélkül implantált gyerekek integrációja rendszerint sikeres, maguk a gyerekek pedig ragaszkodnak készülékükhöz. A siketség gyakran még saját, halló családjától is elszigeteli a gyereket, és sok helyen a siketek nem részesülhetnek ugyanolyan színvonalú oktatásban, mint azonos korú halló társaik. Az implantált gyerekek maradhatnak a többségi, halló közegben, elérhetik ugyanazt a képzettséget, mint a többség, és nincsenek kizárva a hallás által közvetített információkból.

## Fordítás
- Ez a szócikk részben vagy egészben  a   Cochlear implant című angol Wikipédia-szócikk fordításán alapul.  Az eredeti cikk szerkesztőit annak laptörténete sorolja fel. Ez a jelzés csupán a megfogalmazás eredetét és a szerzői jogokat jelzi, nem szolgál a cikkben szereplő információk forrásmegjelöléseként.